# Almindelig piberensermos
Almindelig piberensermos (Paludella squarrosa) er et mos, der findes i væld og kær med fremsivende grundvand. Det videnskabelige artsnavn skyldes de squarrøse blade.